# Liste des cardinaux créés par Urbain III
Au cours de son pontificat de 1185 à 1187, le pape Urbain III a créé 5 cardinaux.

## 1186
- Roberto
- Henri de Sully
- Ugo Geremei
- Gandolfo

## 1187
- Boson

## Source
- Mirandas sur fiu.edu